# Ligne de Turin à Milan
La ligne de Turin à Milan est une ligne ferroviaire qui relie les villes de Turin et de Milan. Depuis 2009, la LGV Turin - Milan la complète pour la circulation de trains à grande vitesse.

## Histoire
La concession d'un chemin de fer de Turin à Novare, par Verceil,  est accordée par loi du 11 juillet 1852.
La construction de la ligne est concédée par lots à plusieurs entrepreneurs : Barbero de la Stura di Lanzo à Chivasso, Gianoli de Chivasso à Livorno, Peraldo de Livorno à San-Germano, Lesco de San-Germano à Verceil, Borgogna et Levi sur la commune de Verceil, et Giacinto Isola pour Novare. L'ouverture au service, de la ligne à voie unique, s'effectue par sections : Novare - Verceil le 6 mars 1855, Verceil - Chivasso le 8 avril 1855, et de Chivasso à la station provisoire de Valdocco près de la Stura di Lanzo le 22 juillet 1855. Le dernier tronçon peut être réalisé après le choix de l'emplacement de la gare de Turin-Porta-Susa, à l'ouest de la ville, avec notamment la construction du pont sur la Stura di Lanzo et du bâtiment de la station. Une fois terminée, la ligne fait 95 kilomètres et compte 16 stations hors celle de Turin : Settimo Torinese, Brandizzo, Chivasso, Torrazza, Saluggia, Livorno, Bianzé, Tronzano, Santhià, San Germano, Verceil, Borgo-Vercelli, Ponzana et Novare.
La Società della ferrovia da Torino a Novara fusionne avec la Compagnie du chemin de fer Victor-Emmanuel par la convention du 2 septembre 1856 (confirmée par la loi du 14 avril 1857). La nouvelle société, qui conserve le nom de Victor-Emmanuel, inaugure la ligne de Turin à Novare le 20 octobre 1856.
Le 20 octobre 1857, la compagnie inaugure le tronçon de Novare au Tessin, frontière entre le Piémont et la Lombardie.
La ligne de Milan à Magenta, est mise en service le 18 octobre 1858 par la Société des chemins de fer Lombard-Vénitiens et de l'Italie centrale, lorsqu'elle ouvre au service le principal tronçon de la section Lombarde de la ligne de Turin à Milan. Prenant son départ en gare de Milan, elle traverse les stations de Musocco, Rho et Vittuone, elle se termine provisoirement à Magenta. Le dernier tronçon lombard, de Magenta au Tessin, est ouvert en mai 1859
Néanmoins la véritable ouverture de la ligne dans sa totalité n'intervient, qu'après la bataille de Magenta où elle fut utilisée par les deux parties de chaque côté du front.